# Donaciella nagaokana
Donaciella nagaokana is een keversoort uit de familie bladkevers (Chrysomelidae). De wetenschappelijke naam van de soort werd in 1998 gepubliceerd door Hayashi.